# Дедгем (Айова)
Дедгем (англ. Dedham) — місто (англ. city) в США, в окрузі Керролл штату Айова. Населення — 224 особи (2020).

## Географія
Дедгем розташований за координатами 41°54′31″ пн. ш. 94°49′24″ зх. д. / 41.90861° пн. ш. 94.82333° зх. д. (41.908731, -94.823237).  За даними Бюро перепису населення США в 2010 році місто мало площу 1,50 км², уся площа — суходіл.

## Демографія
Згідно з переписом 2010 року, у місті мешкало 266 осіб у 101 домогосподарстві у складі 65 родин. Густота населення становила 177 осіб/км².  Було 107 помешкань (71/км²).
Расовий склад населення:
| - 100,0 % — білих |

До двох чи більше рас належало 0,0 %. Частка іспаномовних становила 0,4 % від усіх жителів.
За віковим діапазоном населення розподілялося таким чином: 29,7 % — особи молодші 18 років, 54,9 % — особи у віці 18—64 років, 15,4 % — особи у віці 65 років та старші. Медіана віку мешканця становила 32,3 року. На 100 осіб жіночої статі у місті припадало 94,2 чоловіків;  на 100 жінок у віці від 18 років та старших — 114,9 чоловіків також старших 18 років.
Середній дохід на одне домашнє господарство  становив 64 754 долари США (медіана — 55 000), а середній дохід на одну сім'ю — 73 738 доларів (медіана — 65 000). Медіана доходів становила 43 333 долари для чоловіків та 26 964 долари для жінок. За межею бідності перебувало 4,6 % осіб, у тому числі 4,0 % дітей у віці до 18 років та 0,0 % осіб у віці 65 років та старших.
Цивільне працевлаштоване населення становило 123 особи. Основні галузі зайнятості: освіта, охорона здоров'я та соціальна допомога — 22,8 %, роздрібна торгівля — 14,6 %, виробництво — 12,2 %.